# Camillo Mazzella
Camillo Mazzella, S.J., italijanski rimskokatoliški duhovnik, škof in kardinal, * 10. februar 1833, Vitulano, † 26. marec 1900, Rim.

## Življenjepis
8. septembra 1855 je prejel duhovniško posvečenje in 5. septembra 1859 je podal redovne zaobljube pri jezuitih.
7. junija 1886 je bil povzdignjen v kardinala in imenovan za kardinal-diakona S. Adriano al Foro.
20. februarja 1889 je bil imenovan za prefekta znotraj Rimske kurije, 22. junija 1893 za prefekta Kongregacije za študije, 22. junija 1896 za kardinal-diakona S. Maria in Traspontina in 18. aprila 1897 za kardinal-škofa Palestrine; škofovsko posvečenje je prejel 8. maja istega leta. 15. junija 1897 je postal prefekt Kongregacije za zakramente.